# بروس چنل
بروس چنل (انگلیسی: Bruce Channel؛ زادهٔ ۲۸ نوامبر ۱۹۴۰) یک موسیقی‌دان اهل ایالات متحده آمریکا است. 